# دلاشه
دلاشه هي كلمة تركية عثمانية تعني «شجاع». تنحدر عائلة دلاشه للقائد «دلاش شوكر»، أحد العسكريين في الجيش العثماني الحاكم لفلسطين، الذي غادر موطنه الأصلي أنقرة عام 1720م في مهمة رسمية كلف بها في فلسطين. توفي عام 1726 في مدينة يافا. بقي والديه وزوجته وأولاده الخمسة في القرية ذاتها رافضين العودة إلى أنقرة متمسكين بالتراب الذي حضن ابنهم دلاش.

## نشأته
ولد دلاش في ربيع عام 1685 لعائلة فقيرة متدينة كان وحيد أهله. أهتم والده أحمد شوكر ووالدته فاطمة شوكر من تربيته وتعليمه. كان رائدا في حضور مجالس العلم والفقه، حفظ القرآن في سن التاسعة وفي سن الثامنة عشر كان إمام إحدى المساجد في أحياء أنقرة.
سافر دلاش إلى الحج وقام بالفريضة وزار الرسول ﷺ وأدرك معنى الروحانيات بمعناها الحقيقية المنبثق من الإخلاص بالتوجه إلى الله في عودته من الحج. أراد دلاش زيارة المسجد الأقصى المبارك. عند وصوله إلى بيت المقدس أدرك أهمية المسجد الأقصى وبيت المقدس وفلسطين في تثبيت الدولة الإسلامية وحذر من غزو آخر للصليبيين على الديار المقدسة لما تحتويها من أهمية. قضى قرابة الشهرين في بيت المقدس حيث تنقل بين الزوايا والربط والمساجد وهنالك اعتنق الطرق الصوفية القادرية. غادر القدس متمنيا أن يعود إليها للإقامة فيها بعد عودته إلى أنقرة. تحدث من خلال الدروس وخطب الجمعة على أهمية بيت المقدس في حياة المسلمين وتفعيل خطوط التجارة بشكل أفضل وذكر ان المسجد الأقصى أولى القبلتين وثالث الحرمين الشريفين.
بعد مرور بضع سنين، قرر الانضمام إلى الجيش العثماني بعد الحرب مع آل هابسبورغ ملوك النمسا. وخاصة معركة فيينا عام 1700م. لما رأى من تراجع في القوى العثمانية، رحل دلاش من أنقرة قائدا لثلاث كتائب متوجها إلى فلسطين لتثبيت النظام وتعزيز حكم الدولة الإسلامية.

## الوفاة
توفي دلاش عام 1726 في مدينة يافا عن عمر يناهز 40 عاما مخلفا وراءه أربعة أولاد وبنت هم أحمد وعبد الله وعمر وخالد وفاطمة.

## النسب
بعد مرور بضع سنين على وفاة دلاش كبر ابنائه تحت رعاية جدهم أحمد وعناية امهم جميله ناصر بنت الشيخ الجليل عبد الله أحمد ناصر وهي من اصل فلسطيني في مدينة يافا اهتموا أولاده بالعلوم الدينية الفقهيه كانوا من رواد الزوايا كانو حريصين على نشر العلو م الدينية وكان اكثرهم 
1. عمر إذ ذهب إلى شرق آسيا لنشر الدعوى وعاش وتزوج هناك ولم ترد عنه أخبار
2. اما خالد فقد التحق إلى الجيش العثماني المنتشر على حدودالقاره الاوروبيه وقد قضى شهيدا وهو في ريعن شبابه
3. اما أحمد فقد بقي في فلسطين مع عائلته حتى اتته المنية فقد توفي عام1786م
4. عبد الله عمل في التجارة بين فلسطين وإسطنبول وقد تزوج من فتاة تركيه واثر البقاء هنالك

## آل دلاشه
تتمركز ال دلاشه اليوم في العديد من الاقطار الإسلامية والعربيه وغير العربية. ترجع اصولها إلى أولاد الشيخ والقائد دلاش فمنهم من تمركز في الأردن وخاصه في العاصمة عمان ومنهم من تمركز في شمال فلسطين خاصه في قرية تسمى البعينه وهؤلاء يرجع نسبهم إلى أحمد
اما أولاد واحفاد عبد الله فموجودون اليوم في لبنان خاصه في العاصمة بيروت ومدينة صور وطرابلس والقسم الآخر موجودون في إسطنبول
اما احفاد عمر وهم الاقليه فموجودن في كشمير على الحدود الهندية الباكستانيه وقسم ضئيل موجود في الهند
يوجد أيضا آل دلاش بمحافظة بني سويف أولاد عثمان الدلاش محمد عثمان وأولاده محمد ومحمود وحسن وحسين وطه الدلاش
هاجر أبناء بعض أبناء طه الدلاش إلى الإسكندرية وإلى اميركا والسويد اما باقي آل الدلاش فهم في بني سويف 
آولاد محمد الدلاش ممدوح ومديحة وسيد وسوسن وسهير وهناء وناصر أما أبناء محمود هم طه ومحمد وسيد حلمي وسامي ومصطفى
أولاد الحاج محمد.
منال الدلاش
حسام الدلاش 
أحمد الدلاش
هاني الدلاش

## موضوع ذات الصلة
[تسجيل] نادر لياسين مصطفى ياسين العطواني يوثق وياكد من خلاله صحة ما ذكر اعلاه.
مرفق بذلك نص التسجيل (تسجيلات القاسمي -رام الله فلسطين 1953):
"بسم الله الرحمن الرحيم والصلاة والسلام على سيد المرسلين. محمد بن عبد الله عليه أفضل الصلاة والسلام.
أنا القائل بصوتي: ياسين بن مصطفى الياسين العطواني، من سكان لوبيه في شمال فلسطين. اشهد الله ربي على صدق تصريحي هذا. بكل ما يخص حسب ونسب آل دلاشه من قرية البعينه المجاورة وان هذا التوثيق الصوتي موثق بسند مكتوب يرجع أصله إلى دلاش شوكر- عليه. ان قولي هذا منقول عن حسين محمود علي يوسف الشهابي. والذين تناقلوا توثيق العائلات في فلسطين. واستنادا لتوثيقهم، فان آل دلاشه يعود نسبهم إلى القائد التركي «دلاش شوكر». الذي أتى بمهمة عسكرية للدفاع عن فلسطين. وعرف عنه الكرم والشجاعة والبسالة. ويسند ذلك القول إبراهيم الذياب ومصطفى المحمود وأحمد سليمان حجو أبو حسام ومحمد عيسى حسن الرفاعي ويوسف محمد إبراهيم الكيلاني. توفي دلاش شوكر في مدينة يافا بفلسطين، عام 1726. أما أبناؤه الخمسة وهم: أحمد، عبد الله، عمر، خالد وفاطمة. فقد ترعرعوا تحت كنف امهم جميله وجدهم أحمد شوكر. أما ما يخص عائلة دلاشه في قرية البعينه. فهم يرجعون إلى جدهم أحمد دلاش أحمد الشوكر، الذي بقي في فلسطين حتى وافته المنية في عام 1786. وبذلك يكون أحمد هو الجد الأصلي لآل دلاشه في قرية البعينه. واستنادا إلى «خليل إبراهيم العزام وصبح الصمادي ومحسن خليل الجودة، ان عائلة دلاشه في البعينه كانت إحدى العائلات القليلة التي بقي أفرادها في قريتهم إبان نكبة 48. بل واستبسلوا في الدفاع عن أرضهم. منهم محمد الدلاشه وابنه شحاده كذلك محمد المراد وسعيد قاسم السليمان وآخرون كثر. وأخيرا اختم شهادتي هذه بمناشدة كل من له صلة بتوثيق الحسب والنسب، ان ينقل هذه الشهادة إلى الأجيال القادمة، لنبقى متمسكين بأصلنا وترابنا. والسلام عليكم ورحمة الله وبركاته.»
يا جماعة نحن من مصر وجدنا أيضا اسمه دلاش ولكن لا نعرف من اين جاء وهو جدي السادس وكل ما نعلم عن تاريخه انه جاء إلى قرية من قرى محافظة الشرقية واشترى مساحة كبيرة من الأرض وعاش فيها إلى توفاه الله وكان عمدة لتلك القرية والعمودية في نسله حتى الآن.